# Desseria zei
Desseria zei is een soort in de taxonomische indeling van de Myzozoa, een stam van microscopische parasitaire dieren. Het organisme komt uit het geslacht Desseria en behoort tot de familie Haemogregarinidae. Desseria zei werd in 2006 ontdekt door Smit & Davies.